# P·P·O·W Gallery
P·P·O·W Gallery est une galerie d'art contemporain et engagé créée par Wendy Olsoff et Penny Pilkington à New York en 1983.

## Historique
La galerie P·P·O·W est fondée par Penny Pilkington et Wendy Olsoff. P·P·O·W est l'acronyme des fondatrices formé à partir de leurs initiales. Wendy Olsoff est formée à la CDS Gallery à New York avec Clara Diament Sujo. Penny Pilkington est formée à la galerie de Leslie Waddington à Londres. Elles ont 25 ans quand elles ouvrent la galerie P·P·O·W dans le quartier de East Village. Le quartier est alors le lieu de la contre-culture, du punk, du hip-hop, du graffiti. En 1988, la Galerie s'installe à Soho, en 2002 à Chelsea et en 2021 à Tribeca.
La galerie est à l'avant-garde de la scène artistique new-yorkaise. Elle montre un art engagé politiquement ou des artistes historiquement sous-représentés. La galerie assure les successions d'artistes activistes pionniers tels que Carolee Schneemann ou David Wojnarowicz.
Eden Deering, fille de Wendy Olsoff rejoint la galerie en 2018. Elle a auparavant travaillé chez Christie's et à la Gladstone Gallery. En 2023, elle reprend les rênes de la galerie en tant que directrice pour perpétuer le projet des fondatrices et apporter un air nouveau.

## Artistes de la galerie
- Ann Agee
- Karen Arm
- Dotty Attie
- Elijah Burgher
- Grace Carney
- Kyle Dunn
- Chris “Daze” Ellis
- Aaron Gilbert
- Elizabeth Glaessner
- Ishi Glinsky
- Jay Lynn Gomez
- Hilary Harkness
- Joe Houston
- Clementine Keith-Roach
- Sanam Khatibi
- Katharine Kuharic
- Dinh Q. Lê
- Judith Linhares
- Hew Locke
- Gerald Lovell
- Guadalupe Maravilla
- Carlos Motta
- Portia Munson
- Pepón Osorio
- Adam Putnam
- succession Hunter Reynolds
- Erin M. Riley
- Shellyne Rodriguez
- mosie romney
- Annabeth Rosen
- succession Carolee Schneemann
- Allison Schulnik
- Jessica Stoller
- Astrid Terrazas
- Betty Tompkins
- Suzanne Treister
- Anton van Dalen
- Robin F. Williams
- succession David Wojnarowicz
- succession Martin Wong